# ایمجین درگنز (ای‌پی)
ایمجین درگنز (انگلیسی: Imagine Dragons) یک آلبوم چندآهنگه (ای‌پی) از گروه موسیقی پاپ راک آمریکایی ایمجین درگنز است که در سال ۲۰۰۹ در آتلانتیس منتشر شد. تمام قطعه‌های ای‌پی توسط گروه سروده و ضبط شده‌است.